# Saint-Sébastien (Creuse)
 Saint-Sébastien  es una localidad y comuna de Francia, en la región de Lemosín, departamento de Creuse, en el distrito de Guéret y cantón de Dun-le-Palestel.
Su población en el censo de 1999 era de 705 habitantes.
Está integrada en la Communauté de communes du Pays Dunois.

## Demografía
| 1 134 | 1 064 | 973 | 854 | 736 | 705 |
| Para los censos de 1962 a 1999 la población legal corresponde a la población sin duplicidades (Fuente: INSEE [Consultar]) |       |     |     |     |     |